# Palaina
Palaina is een geslacht van weekdieren uit de klasse van de Gastropoda (slakken).

## Soorten
- Palaina adelpha Soós, 1911
- Palaina aerari (Dell, 1955)
- Palaina alberti Neubert & Bouchet, 2015
- Palaina albrechti Greķe, 2017
- Palaina angulata O. Boettger, 1891
- Palaina arborfumosa Shea & Griffiths, 2010
- Palaina ascendens (Martens, 1864)
- Palaina attenboroughi Greķe, 2017
- Palaina beilanensis Preston, 1913
- Palaina bicornis van Benthem Jutting, 1958
- Palaina biroi Soós, 1911
- Palaina bougainvillei Greķe, 2017
- Palaina brazieri (Cox, 1870)
- Palaina bundiana Wiktor, 1998
- Palaina capillacea (Pfeiffer, 1855)
- Palaina carbavica O. Boettger, 1891
- Palaina chrysostoma E. A. Smith, 1897
- Palaina citrinella van Benthem Jutting, 1963
- Palaina clappi Solem, 1960
- Palaina commixta I. Rensch, 1937
- Palaina consobrina van Benthem Jutting, 1963
- Palaina cupulifera van Benthem Jutting, 1963
- Palaina deliciosa Iredale, 1944
- Palaina dianctoides Greķe, 2017
- Palaina diepenheimi (Preston, 1913)
- Palaina doberai Greķe, 2017
- Palaina dohertyi E. A. Smith, 1897
- Palaina edwardi Iredale, 1944
- Palaina embra Iredale, 1944
- Palaina erythropeplos van Benthem Jutting, 1958
- Palaina extremita Greķe, 2017
- Palaina flammulata Neubert & Bouchet, 2015
- Palaina flavocylindrica Greķe, 2017
- Palaina floridensis Solem, 1960
- Palaina gardneri Dell, 1955
- Palaina gedeana Möllendorff, 1897
- Palaina glabella Neubert & Bouchet, 2015
- Palaina glabella van Benthem Jutting, 1963
- Palaina granulum I. Rensch & B. Rensch, 1929
- Palaina hartmanni Greķe, 2017
- Palaina iha Greķe, 2017
- Palaina imperfecta Greķe, 2017
- Palaina inconspicua van Benthem Jutting, 1963
- Palaina insulana Greķe, 2017
- Palaina intercollis Shea & Griffiths, 2010
- Palaina kitteli Neubert & Bouchet, 2015
- Palaina labeosa Neubert & Bouchet, 2015
- Palaina laszloi Greķe, 2017
- Palaina lengguru Greķe, 2017
- Palaina leptotoreutos van Benthem Jutting, 1958
- Palaina levicostulata Iredale, 1944
- Palaina liliputana van Benthem Jutting, 1963
- Palaina louisiade Greķe, 2017
- Palaina lucia Iredale, 1944
- Palaina macgillivrayi (L. Pfeiffer, 1855)
- Palaina mairasi Greķe, 2017
- Palaina manggaraica (B. Rensch, 1931)
- Palaina megalostoma Greķe, 2017
- Palaina mengen Greķe, 2017
- Palaina minuscularia Greķe, 2017
- Palaina minutula Greķe, 2017
- Palaina mirifica Greķe, 2017
- Palaina misoolensis Greķe, 2017
- Palaina mutis Greķe, 2017
- Palaina novoguineensis E. A. Smith, 1897
- Palaina novopommerana I. Rensch & B. Rensch, 1929
- Palaina nubigena Möllendorff, 1897
- Palaina obiensis Greķe, 2017
- Palaina onin Greķe, 2017
- Palaina papuamontis Greķe, 2017
- Palaina papuanorum Soós, 1911
- Palaina paradisaea Greķe, 2017
- Palaina parietalis Neubert & Bouchet, 2015
- Palaina paucicostata Pilsbry & Hirase, 1905
- Palaina perspectiva Greķe, 2017
- Palaina polystoma B. Rensch, 1931
- Palaina ponsonbyi Sykes, 1903
- Palaina propinqua van Benthem Jutting, 1963
- Palaina psittricha Greķe, 2017
- Palaina quadricornis van Benthem Jutting, 1958
- Palaina repandostoma van Benthem Jutting, 1963
- Palaina scaveola van Benthem Jutting, 1958
- Palaina schneideri I. Rensch & B. Rensch, 1929
- Palaina silvicultrix Greķe, 2017
- Palaina slapcinskyi Greķe, 2017
- Palaina solomonensis (Dell, 1955)
- Palaina sparselamellata Greķe, 2017
- Palaina sulcata Neubert & Bouchet, 2015
- Palaina sulcicollis (Möllendorff, 1897)
- Palaina tanimbarensis Greķe, 2017
- Palaina telnovi Greķe, 2017
- Palaina thomasrinteleni Greķe, 2017
- Palaina truncata Neubert & Bouchet, 2015
- Palaina tuberosissima Neubert & Bouchet, 2015
- Palaina vermeuleni Greķe, 2017
- Palaina waigeo Greķe, 2017
- Palaina waterhousei Iredale, 1944
- Palaina wawiyai Greķe, 2017
- Palaina wisemani (Cox, 1870)
- Palaina yamdena Greķe, 2017

### Synoniemen
- Palaina (Fermepalaina) Iredale, 1945 => Fermepalaina Iredale, 1945
- Palaina (Fermepalaina) nancena Iredale, 1945 => Fermepalaina nancena (Iredale, 1945)
- Palaina (Fermepalaina) pittensis Iredale, 1945 => Fermepalaina pittensis (Iredale, 1945)
- Palaina beddomei Möllendorff, 1897 => Velepalaina beddomei (Möllendorff, 1897)
- Palaina belli Preston, 1913 => Palmatina belli (Preston, 1913)
- Palaina coxi H. Adams, 1868 => Palmatina coxi (H. Adams, 1868)
- Palaina delli Clench, 1965 => Palaina gardneri Dell, 1955
- Palaina howeinsulae Iredale, 1944 => Palaina capillacea (Pfeiffer, 1855)
- Palaina martensi (Andreae, 1902) † => Occidentina martensi (Andreae, 1902) †
- Palaina megamorpha Solem, 1960 => Palaina aerari (Dell, 1955)
- Palaina nancena Iredale, 1945 => Fermepalaina nancena (Iredale, 1945)
- Palaina nevilli Crosse, 1879 => Diplommatina nevilli (Crosse, 1879)
- Palaina nicholsae Iredale, 1944 => Palaina capillacea (Pfeiffer, 1855)
- Palaina norfolkensis Preston, 1913 => Palmatina coxi (H. Adams, 1868)
- Palaina padda Iredale, 1944 => Palaina deliciosa Iredale, 1944
- Palaina reta Iredale, 1944 => Palaina waterhousei Iredale, 1944
- Palaina vexator I. Rensch & B. Rensch, 1929 => Palaina novopommerana I. Rensch & B. Rensch, 1929